# مدرسه جعفرآقا
مدرسه جعفرآقا (ترکی استانبولی: Caferağa Medresesi) مدرسه‌ای سابق واقع در استانبول، ترکیه در کنار ایا صوفیه است. معمار سنان این مدرسه را در ۱۵۵۹ به دستور جعفرآقا، یکی از آقایان (فرمانده‌ها) باب‌السعاده در زمان سلطنت سلطان سلیمان یکم (۱۵۲۰–۱۵۶۶) ساخته‌است. این مدرسه جزو مدارس مستقل دسته‌بندی شده‌است و تا به حال چندین بار مرمت شده‌است. امروزه این مدرسه را بنیاد خدمات فرهنگی ترکیه اداره می‌کند. مدرسهٔ جعفرآقا در سال ۱۹۸۹ به یک مرکز توریستی با ۱۵ کلاس درس/نمایشگاه، یک سالن و یک باغ که به فروش و آموزش صنایع دستی ترکیه از قبیل خوش‌نویسی، سرامیک، طلا و جواهر و غیره، تبدیل شده‌است.
این مدرسه د نزدیکی ایاصوفیه واقع شده‌است، پله‌هایی از خیابان کوچک به مدرسه می‌رسد. ساختمان دارای یک ورودی و بعد از آن یک حیاط مرکزی است که کلاس‌های آموزشی دورتادور آن واقع شده‌اند. یک رستوران در داخل حیاط وجود دارد که انواع غذاهای ترکی را به فروش می‌رساند.